# Friedrich Wilhelm von Hertling
Friedrich Wilhelm Hubert Freiherr von Hertling (*  30. Oktober 1758 in Simmern; † 19. Februar 1816 in München) war ein deutscher Jurist und Diplomat.

## Leben
Friedrich Wilhelm von Hertling wurde als Sohn des Freiherrn Johann Friedrich Stephan von Hertling (* 15. April 1729 in Heidelberg; † 13. Februar 1806 in München), kurpfälzischer Geheimer Staatsrat und 2. Wahl-Botschafter in Frankfurt am Main und dessen Ehefrau Maria Anna Eleonora (Taufe am 9. November 1735 in Mannheim; † 15. Dezember 1788 ebenda), Tochter des Theodor von Weiler, kurpfälzisch-bayerischer Geheimer Kanzler und Geheimer Staatsrat in Mannheim, geboren.
Friedrich Wilhelm von Hertling absolvierte ein Jura-Studium an der Universität Heidelberg und kam 1779 an das Hofgericht Mannheim. 1781 erfolgte sein Versetzung nach München an das Departement für auswärtige Angelegenheiten. Am 24. März 1785 versetzte ihn Kurfürst Karl Theodor als wirklichen Hofkammerrat auf das Salzmairamt (Vorsteher und Leiter eines Salzwerks, mit richterlichen Funktionen (im Rahmen einer niederen Gerichtsbarkeit)) in Traunstein. Am 6. Februar 1786 erfolgte seine Ernennung zum Stadtpfleger in Mindelheim und 1792, unter Beibehaltung seiner bisherigen Ämter, zum Bayerischen Gesandten beim Schwäbischen Kreis. Zwischenzeitig war er 1790 zum Freiherrn erhoben worden und in diesem Jahr war sein Vater Wiguläus von Kreittmayr als Geheimer Ratskanzler nachgefolgt. Als sich 1796 der französische General Jean-Victor Moreau während des Ersten Koalitionskrieges der bayerischen Grenze näherte, wurde er, gemeinsam mit dem Geheimrat Joseph Ignaz Freiherr von Leyden (1734–1809), zu Verhandlungen an den General gesandt.
Als Kurfürst Maximilian IV. Joseph 1799 die Regierungsgeschäfte übernahm, wurde Friedrich Wilhelm von Hertling wie auch sein Vater Johann Friedrich nicht nur in allen seinen Ämtern bestätigt, sondern bei veränderter Organisation der Landämter als Landrichter bestätigt.
Am 1. Januar 1802 wurde er zum Kämmerer ernannt und er wurde ab dem 30. August 1802 als kurpfalzbayerischer Zivilkommissar eingesetzt, um nach dem Lunéviller Frieden und dem Reichsdeputationshauptschluss, im Auftrag des Kurfürsten Maximilian IV. Joseph, die Einquartierung bayrischer Truppen in der Stadt anzukündigen und durchzuführen, hierbei wurde er begleitet von Maximilian Emanuel von Lerchenfeld. Er nahm seine Tätigkeit am 3. September 1802 auf, nachdem Ulmer Territorien schon eine Woche zuvor von bayerischen Truppen besetzt worden waren. Am 4. September 1802 war er im Klarissenkloster Söflingen, um dessen Aufhebung einzuleiten und die Beamten der Verwaltung auf Bayern zu vereidigen.  Am 29. November 1802 verkündete er in Ulm dem Rat der Stadt das Ende der reichsstädtischen Verfassung und die neue geltende Rechtslage. Bis zur Jahreswende 1802/1803 befand sich die provisorische Gebietsregierung in Dillingen an der Donau. Ende des Jahres 1802 wurde er dann als Generalkommissar der obersten Behörde, das Kurpfalzbayerische Generallandeskommissariat, für die Besitznahme der Provinz Schwaben in Ulm eingesetzt. Damit war er der höchste Vertreter des Kurfürsten von Bayern in Ulm und Oberschwaben, der den Übergang der Reichsstadt Ulm, ihrer Territorien und oberschwäbischen Gebiete unterschiedlichster Provenienz unter die Herrschaft Bayerns organisierte. Zu den Reichsstädten, die Friedrich Wilhelm von Hertling neben Ulm für Bayern in Besitz nahm, zählten Bopfingen, Buchhorn, Dinkelsbühl, Kaufbeuren, Kempten, Leutkirch, Lindau, Memmingen, Nördlingen, Ravensburg und Wangen im Allgäu; der militärische Besitznahme folgte die zivile. Der Ratskonsulent Gottlob Dietrich Miller hatte ihm seine Denkschrift Staatsrechtliche Darstellung der Reichsstadt Ulm und ihres Gebietes zur Verfügung gestellt, die daraufhin nach München weiter gesandt wurde. In dem Begleitschreiben hatte Friedrich Wilhelm von Hertling angemerkt, die Denkschrift könne zum Leitfaden der Einrichtungen dienen, die der Kurfürst der bedeutenden Stadt Ulm und anderen Reichsstädten geben wolle. Er richtete in den staatlichen und kirchlichen Bereichen die neuen Behörden ein, so im Juli 1803 das Oberjustizgericht als höchste Gerichtsinstanz und im September 1803 die Kurpfalzbayerische Landesdirektion in Schwaben, in der ihm die Stelle des Präsidenten übertragen wurde. Im Juli 1803 verbot er die Abhaltung des Schwörmontags, ließ aber das Fischerstechen zu. 1804 trat er für die Errichtung der katholischen Kirche St. Michael zu den Wengen ein, die aufgrund der Säkularisation 1803 geschlossen worden war. Nach seinem Wechsel nach Stuttgart wurde Philipp von Arco (1777–1805) sein Nachfolger.
In der Zeit von 1804 bis 1807 wurde er Gesandter Bayerns beim württembergischen Kurfürsten Friedrich in Stuttgart, darauf von 1807 bis 1810 Gesandter Bayerns in Haag, später in Utrecht und ab 1808 in Amsterdam, im Königreich Holland und von 1810 bis 1813 Gesandter am Hof des preußischen Königs Friedrich Wilhelm III. in Berlin. 1813 folgte er dem Hof nach Breslau auf. Am 1. Mai 1813 wurde er mit einem Expektanzgehalt beurlaubt. Bevor er jedoch in einer zukünftigen gleichwertigen Position entsprechend seiner Bezüge aktiviert werden konnte, verstarb er im 58. Lebensjahr.
Friedrich Wilhelm von Hertling heiratete Walburga (* unbekannt; † 1823), eine Tochter des Generalmajors Graf Franz von Minucci. Gemeinsam hatten sie einen Sohn:
- Clemens (* 1786; † 30. Oktober 1805), Student an der Universität Landshut.

## Auszeichnungen und Ehrungen
- Er erhielt den Orden vom Pfälzer Löwen.
- Er erhielt am 27. Mai 1814 das Großkreuz des Verdienstordens der Bayerischen Krone.